# Mercado da Ribeira
Mercado da Ribeira – targ, hala targowa produktów spożywczych i innych w Cais do Sodré w Lizbonie. Ma około 10 tysięcy metrów kwadratowych zadaszonych powierzchni.
Otwarty od 1 stycznia 1882 roku targ, został poddany gruntownej renowacji i rozbudowie. 7 czerwca 1893 pożar zniszczył część wschodnią hali targowej.
W roku 2000 ledwo utrzymywał się na rynku hurtowym. Jednak w 2001 roku, wraz z otwarciem nowej powierzchni, stał się nowym centrum kultury i rekreacji dla miejscowej społeczności. W tym dniu, otwarto także restaurację i dwa sklepy z rzemiosłem artystycznym.